# Bidasse
Un bidasse  (voir aussi Pioupiou ou Tourlourou) désigne de façon familière un simple soldat appelé de conscription. Il s’agit à l'origine d'un nom propre tiré de la chanson de comique troupier Avec Bidasse créée par Bach en 1913.

## Origine

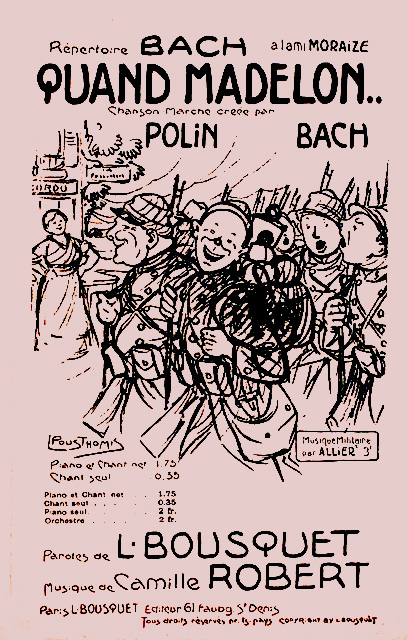
Quand Madelon (spectacle de Bach et Polin), affiche de Léon Pousthomis (1881-1916).

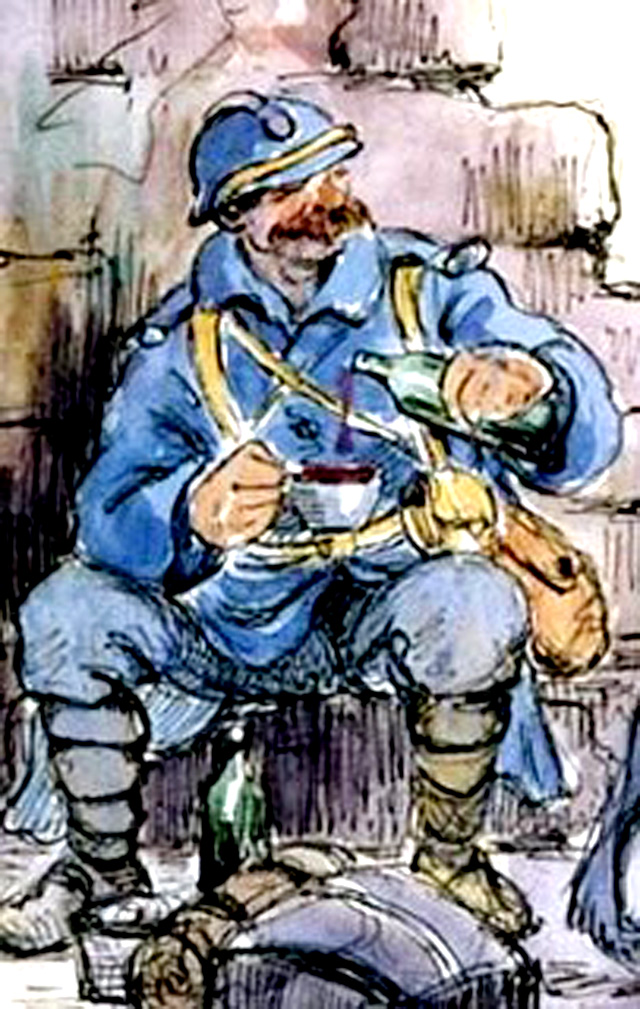
On se boit une bouteille de pinard (illustration 14-18).

La chanson de comique troupier Avec Bidasse est interprétée par Bach en 1913, sur un texte de Louis Bousquet, et une musique d'Henry Mailfait :
« Avec l’ami Bidasse,

On n’se quitte jamais,

Attendu qu’on est,

Tous deux natifs d’Arras,

Chef-lieu du Pas-d’Calais ».
Louis Bousquet était natif de Parignargues dans le Gard occitanophone, il est donc probable que l'étymologie du nom propre Bidasse soit le substantif occitan vidassa (prononcé bidasse) qui signifie « vie désagréable, vie pénible ». C'est aussi l'étymologie proposée par le linguiste Florian Vernet. Ce dernier relate que les méridionaux étaient très nombreux dans les rangs des conscrits durant la Guerre de 14-18 et se plaignaient dans leurs lettres (souvent truffées d'occitan pour contourner la censure) de leur vie très pénible.